# Nautilocalyx dressleri
Nautilocalyx dressleri är en tvåhjärtbladig växtart som beskrevs av Wiehler. Nautilocalyx dressleri ingår i släktet Nautilocalyx och familjen Gesneriaceae. Inga underarter finns listade i Catalogue of Life.